# David Pavón Cuéllar
David Pavón Cuéllar (nacido en 1974) es un psicólogo y filósofo mexicano, reconocido por sus investigaciones y reflexiones en la intersección entre el marxismo, la psicología crítica, el análisis del discurso y el psicoanálisis de Jacques Lacan. 

## Trayectoria
Doctor en psicología por la Universidad de Santiago de Compostela y doctor en filosofía por la Universidad de Ruan. Estudió y enseñó en el departamento de psicoanálisis de la Universidad de París 8. Actualmente es profesor de filosofía y psicología en la Universidad Michoacana de San Nicolás de Hidalgo. Dirige la revista anual electrónica de libre acceso Teoría y Crítica de la Psicología, y es editor asociado de Psychology and Politics International.
Su interés en el discurso político lo llevó a realizar y analizar entrevistas con miembros del Ejército Popular Revolucionario (EPR) y del Ejército Zapatista de Liberación Nacional (EZLN). Se ha basado en la teoría de Jacques Lacan al desarrollar un método crítico de análisis de discurso (junto con Ian Parker), al cuestionar la psicología, y al releer y retomar a Karl Marx y a diversos autores marxistas. Ha escrito quince libros y unos doscientos artículos y capítulos sobre estos temas. Se define a sí mismo como un marxista lacaniano. 
Es autor del libro From the Conscious Interior to an Exterior Unconscious: Lacan, Discourse Analysis and Social Psychology (2010), en el que se recurre a las palabras de un grupo armado mexicano, entrevistado por el mismo autor, para ilustrar la aplicación de las nociones teóricas lacanianas al análisis de discurso en psicología social. En el prólogo de la obra, Ian Parker la considera un "indispensable punto de referencia para nuevas generaciones de investigadores" en métodos cualitativos. 
Sus libros Marxisme lacanien (2009) y Elementos políticos de marxismo lacaniano (2014) parten de la interpretación de Marx por Lacan para poner la sensibilidad psicoanalítica al servicio de un proyecto marxista militante. En Marxism and Psychoanalysis: In or against Psychology? (2017), se hace una revisión histórica de las diferentes formas en que la psicología se ha concebido y cuestionado en el marxismo, en el psicoanálisis y especialmente en los enfoques marxistas freudianos.

## Libros
- Sobre el vacío: puentes entre marxismo y psicoanálisis. Ciudad de México, Paradiso, 2022.
- Psicoanálisis y revolución. Psicología crítica para movimientos de liberación (en coautoría con Ian Parker). Santiago de Chile, Pólvora, 2021.
- Virus del Capital. Buenos Aires, La Docta Ignorancia, 2021.
- Más allá de la psicología indígena. Concepciones mesoamericanas de la subjetividad. Ciudad de México, Porrúa, 2021.
- Zapatismo y subjetividad: más allá de la psicología (en coautoría con Mihalis Mentinis). Bogotá, Cátedra Libre, 2020.
- Psicología crítica. Definición, antecedentes, historia y actualidad. Ciudad de México, Itaca, 2019.
- Marxism and Psychoanalysis: In or against Psychology? Londres y Nueva York, Routledge, 2017.
- De la pulsión de muerte a la represión de Estado: marxismo y psicoanálisis ante la violencia estructural del capitalismo (coordinado con Nadir Lara). México, Porrúa, 2016.
- Elementos políticos de marxismo lacaniano. México, Paradiso, 2014.
- Lacan, Discourse, Event. New Psychoanalytical Approaches to textual Indeterminacy (coordinado con Ian Parker). Londres y Nueva York, Routledge, 2014.
- From the Conscious Interior to an Exterior Unconscious: Lacan, Discourse Analysis and Social Psychology. Londres, Karnac, 2010.
- Marxisme lacanien. París, Psychophores, 2009.
- Le révolutio-m’être, application des notions lacaniennes à l’analyse de discours en psychologie sociale. París, Psychophores, 2006.